# وليد الجحدلي
وليد عبد ربه الجحدلي (مواليد 1 يونيو 1982)، لاعب كرة قدم سعودي سابق لعب كمدافع. بدأ مسيرته مع الأهلي، وشارك في أربع من مباريات دوري أبطال آسيا 2005، قبل أن يقود الفريق إلى كأس ولي العهد وكأس الاتحاد السعودي في نفس الموسم.
شارك وليد في عدة مباريات مع منتخب المملكة العربية السعودية، بما في ذلك خمس مباريات في تصفيات كأس العالم. كما مثل المملكة العربية السعودية في كأس آسيا 2007.

## وصلات خارجية
- وليد الجحدلي على موقع الاتحاد الدولي (مؤرشف)  (الإنجليزية)
- وليد الجحدلي على موقع ناشيونال فوتبول تيمز (الإنجليزية)
- وليد الجحدلي على موقع Soccerway.com (الإنجليزية)